# Alistair Darling
Alistair Maclean Darling, baron Darling af Roulanish PC (født 28. november 1953 i Hendon, London, død 30. november 2023) var en britisk politiker, der var Chancellor of the Exchequer (finansminister) fra 28. juni 2007 til 11. maj 2010. Fra 1987 til 2015 var han desuden medlem af House of Commons for Labour.
Darling var uddannet bachelor i jura fra University of Aberdeen. Han repræsenterede valgkredsen Edinburgh Central i parlamentet fra 1987, dog var han fra 2005 til 2015 valgt i den nye valgkreds Edinburgh South West. 
Han blev efter Labours valgsejr i 1997 udnævnt til vicefinansminister og i 1998 blev han socialminister. I forbindelse med ministeriets nedlæggelse blev han i 2002 i stedet transportminister, og i 2003 og blev han også minister for Skotland. Han beholdt disse 2 poster indtil 2006.

## Medlem af Overhuset
I 2015 trådte han ud af Underhuset. Samme år blev han Baron Darling af Roulanish, og han blev medlem af Overhuset. Den 28. juli 2020 - under Coronaviruspandemien - trådte han ud af Overhuset.